# Nuer
I nuer, che chiamano se stessi nath, sono una confederazione di tribù stanziate nel Sudan del Sud e nella zona occidentale dell'Etiopia e formano uno dei più grandi gruppi etnici dell'Africa orientale, appartenenti al Gruppo dei Nilotici e sono dediti prevalentemente alla pastorizia, anche se coltivano miglio e mais più di quanto comunemente si pensi. Sono stati oggetto delle ricerche sul campo svolte negli anni trenta del secolo scorso dall'antropologo britannico Edward Evan Evans-Pritchard, che operò nelle paludi e nelle savane del Nilo, nella regione di affluenza del Sobat e del Bahr al-Ghazal, per conto del governo del Sudan anglo-egiziano. Vengono soprannominati anche principi sudini o i duzzi.

## Vita
I membri di ogni tribù vivono in villaggi rialzati sui tumuli ai lati dei fiumi, strutturati a grappolo, i kraal, durante la stagione delle piogge e si disperdono invece in accampamenti più piccoli durante quella secca, per dedicarsi alla caccia e alla pesca, attività che completano una dieta insufficiente di latte. Le coltivazioni principali sono costituite dal miglio, anche se, nei pressi delle capanne, trovano spazio il mais e i fagioli, insieme al tabacco. I nuer coltivano aree assai piccole nelle steppe lontano dai villaggi, non hanno cognizione della rotazione nelle colture, e sono costretti ad abbandonare i terreni sterili ogni cinque o dieci anni. Ogni tribù è guidata dagli anziani. Non è possibile individuare dei "capi", tra i nuer, anche se i membri del clan di ogni tribù che per prima si è insediata in quel territorio sono i più influenti, e ricevono il titolo onorifico di tut (lett. = tori). Il titolo di tut può anche essere attribuito per merito a chi si è distinto nelle attività belliche o venatorie.

## Cultura
Il bestiame è sempre stato storicamente molto importante per i nuer, sia dal punto di vista sociale sia economico. Da uno studio pubblicato da Evans-Pritchard nel 1948, la proprietà del bestiame ha un ruolo fondamentale nella stipulazione dei matrimoni. È infatti attraverso il passaggio della proprietà del bestiame dalla famiglia di un uomo alla famiglia della donna che viene assicurata l'appartenenza dei figli alla discendenza dell'uomo. 
Questa pratica, tramite quello che viene definito il matrimonio fantasma, si spinge ad assicurare la paternità dei figli di un uomo perfino dopo la sua morte. Infatti, se la donna concepisce con altri, sarà suo il bestiame che i suoi figli, sebbene non biologici, a loro volta porteranno in dote. Il bestiame ricevuto dalla famiglia della sposa sarà successivamente utilizzato come dote per i figli maschi. Una donna non sposata può perfino prendere una moglie. I figli della loro unione, frutto di incontri con uomini fuori dal matrimonio, diverranno membri della sua famiglia, e quindi essa avrà legalmente e culturalmente la loro paternità. 
Negli anni '90, Sharon Hutchinson ritornò nella loro terra per aggiornare il resoconto di Evans. Scoprì che i nuer avevano imposto dei limiti severi sulla convertibilità del bestiame in moneta in modo da preservarne il valore per gli scambi matrimoniali. Scoprì anche che per la continua guerra che infieriva nello stato sudanese, le armi da fuoco avevano assunto molta dell'importanza rituale e simbolica precedentemente avuta dal bestiame.
I nuer ricevono delle cicatrici facciali (chiamati goar) come parte della loro iniziazione all'età adulta, all’età di diciotto anni. Il disegno varia a seconda della tribù di appartenenza o al sottogruppo etnico. Il disegno più frequente negli uomini consiste di sei linee orizzontali che attraversano la fronte, con un piccolo avvallamento sopra il naso. Disegni con punti sono comuni nei gruppi bul nuer e tra le donne. 
Le tribù nuer si cibano principalmente di manzo, capre, latte di mucca, mango e sorgo, cucinato in tre modi:
- kop, finemente tritato e bollito
- wal wal, tritato e bollito fino a farne un porridge dalla consistenza solida
- injera, come farina per un pane lievitato con lievito.

Ogni tribù agisce come unità politica indipendente nei confronti delle altre tribù. I villaggi che compongono ogni tribù possono entrare in faida tra loro, ma si riaggregano quando si profila una minaccia esterna. 
In questa società dilaniata dai conflitti, svolge un ruolo fondamentale la figura del paciere, che agisce da mediatore nei conflitti intertribali e, a garanzia d'imparzialità, non appartiene ai clan dominanti.

## Religione
La religione dei nuer è incentrata sul culto del Kwoth, creatore, dispensatore di morte e guardiano della moralità. Sebbene sia uno ed onnipotente, Kwoth si manifesta in tutte le cose. 
I nuer venerano anche i loro antenati, sebbene essi non svolgano che un ruolo marginale.